# Слободка (Козловская поселковая община)
Слободка (укр. Слобідка) — село в Козловской поселковой общине Тернопольского района Тернопольской области Украины.
Код КОАТУУ — 6123086201. Население по переписи 2001 года составляло 660 человек.
До 2020 года входило в Козовский район.

## Географическое положение
Село Слободка находится на левом берегу реки Высушка,
выше по течению на расстоянии в 3 км расположен посёлок Козлов,
на противоположном берегу — село Городище.

## История
- 1476 год — дата основания.
- В 1964 году переименовано в село Славное.
- В 1992 году восстановлено историческое название села[2].

## Объекты социальной сферы
- Клуб.
- Дом культуры.
- Фельдшерско-акушерский пункт.